# Platyrhopalus
Platyrhopalus is een geslacht van kevers uit de familie van de loopkevers (Carabidae). De wetenschappelijke naam van het geslacht is voor het eerst geldig gepubliceerd in 1833 door Westwood.

## Soorten
Het geslacht Platyrhopalus omvat de volgende soorten:
- Platyrhopalus acutidens Westwood, 1833
- Platyrhopalus apicalis Wasmann, 1922
- Platyrhopalus cardoni Wasmann, 1904
- Platyrhopalus castelnaudi Westwood, 1874
- Platyrhopalus comottii Gestro, 1882
- Platyrhopalus davidis Fairmaire, 1886
- Platyrhopalus denticornis (Donovan, 1804)
- Platyrhopalus imadatei (Chujo, 1962)
- Platyrhopalus intermedius Benson, 1846
- Platyrhopalus irregularis Ritsema, 1880
- Platyrhopalus mandersi Fowler, 1912
- Platyrhopalus paussoides Wasmann, 1904
- Platyrhopalus quinquepunctatus (Shiraki, 1907)
- Platyrhopalus tonkinensis Janssens, 1948
- Platyrhopalus tridens Wasmann, 1918
- Platyrhopalus westwoodii Saunders, 1835